# Rosättra Båtvarv

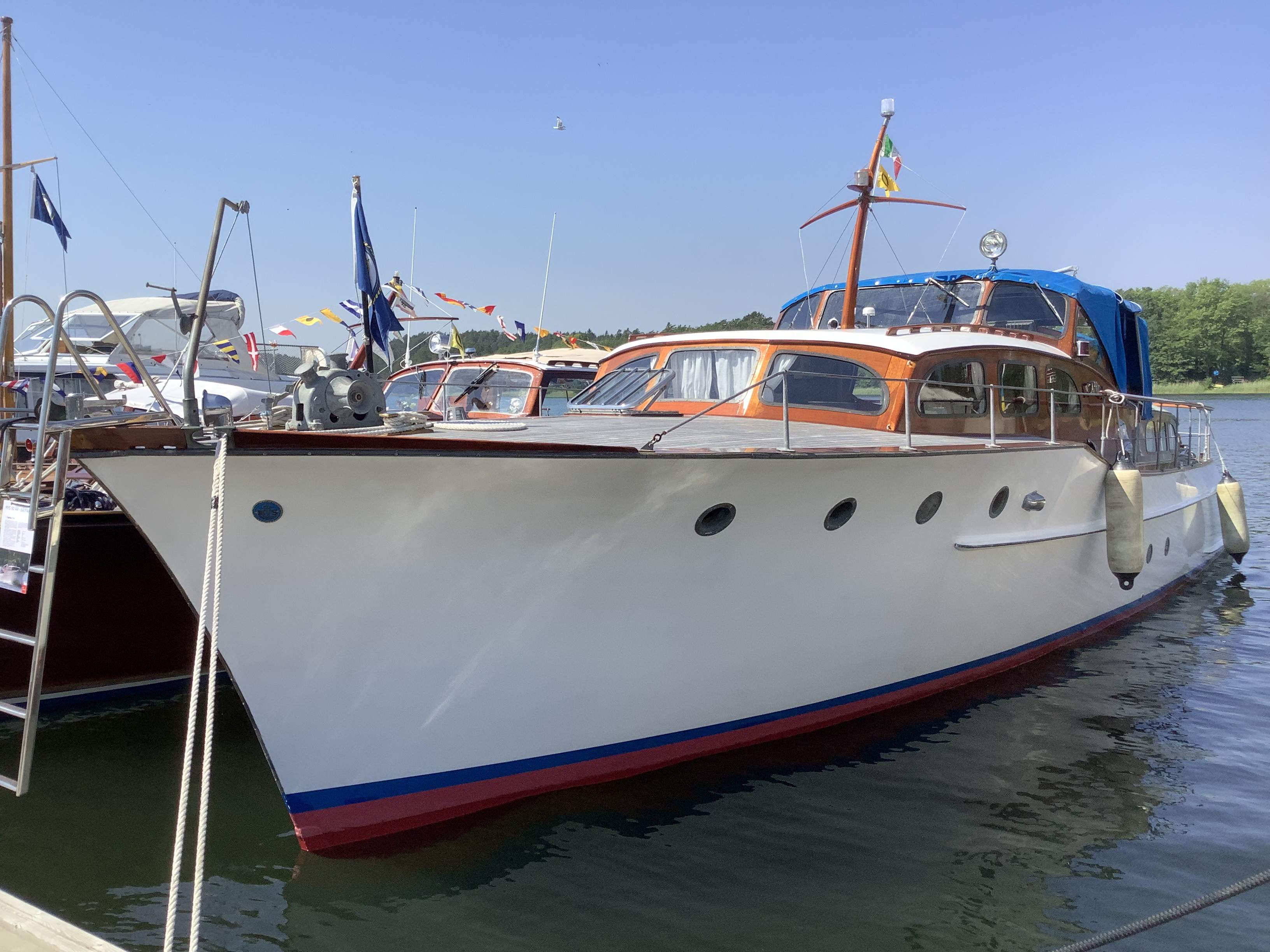
M/Y Caprice, tidigare M/Y Caskad, i Gustavsbergs hamn.

Rosättra Båtvarv är ett svenskt fritidsbåtvarv vid Vätösundet (Ovansundet) i Norrtälje kommun.
Rosättra Båtvarv grundades 1886 av bröderna Erik och Matts Jansson på Rosättra gård. Så småningom arbetade även Eriks söner Bertil och John i företaget. Varvet byggde segel-, kolibri-, skepps-, kapprodd- och lustbåtar, fisksumpar och jullar. Åt Nordiska kompaniet byggdes ett femtontal M15-segelbåtar och motorbåtar.  
Bertil och John Jansson tog över varvet 1914, byggde ut det 1918, och drev det tillsammans till 1921, Därefter drevs det av John Jansson 1921-24 och av Bertil Jansson 1924-48. Under denna period byggdes med tolv-fjorton båtbyggare skärgårds-  och havskryssare ritade av konstruktörer som Jac Iversen, Knud Reimers, Carl Gustaf Pettersson, Stig Tiedemann och Arvid Laurin. Åt Torsten Kreuger byggdes en 12 meters motorbåt.
Båtbyggaren Fritiof Gustafsson köpte varvet 1948 och byggde till en smedja. Huvudverksamheten var fortfarande nyproduktion av båtar: större motorbåtar och segelbåtar, samt några båtar för utombordsmotorer. Det började tillverka Laurinkostrar 1950, den första, Casella på 7 ton, åt Yngve Cassel (1909-?). År 1958 byggde han den liknande Casella II på 4,5 ton. Varvet seriebyggde också tyngre Laurinkostrar på 3,2 ton. De tre sönerna Gustafsson, Ola, Jan och Mats, började alla i varvet vid tidig ålder, och 1963 bildades Rosättra Båtvarv AB med sönerna som delägare. Den sista Laurinkostern byggdes 1968.
Under 1970-talet gick varvet över till plastbåtskrov med en båttyp som kallades Linjett. Varvet utökades med nya produktionslokaler 1977-79 och 1998. Dessutom expanderade varvets volym för vinterförvaring.
Familjen Gustafsson driver fortfarande verksamheten, vilken delats upp i två: ett servicevarv på den ursprungliga platsen och ett nyproduktionsvarv.

## Byggda båtar i urval
- 1918 Agnes II, ruffad motorbåt, ritad av Carl Gustaf Pettersson, K-märkt
- 1925 M/Y Wiking X, ruffad motorbåt, ritad av Carl Gustaf Pettersson
- 1927 Delfin II, kustkryssare ritad av Erik Salander
- 1929 M/Y Anitra, motoryacht ritad av Carl Gustaf Pettersson
- 1930 M/Y Ingeborg, motoryacht ritad av Ruben Östlund
- 1931 Carl Stuart, ritad av Carl Gustaf Pettersson
- 1947-48 Fair Wind, kust- och havskryssare, ritad av Åke Améen
- 1948 M/Y Caprice, tidigare M/Y Caskad, och de två systerbåtarna M/Y Clipper och M/Y Monlac, Tiedemannkryssare. K-märkt.
- 1950 Casella, Laurinkoster åt Yngve Cassel
- 1950 Stegeholm, byggd som sjötaxi, ritad av Jac Iversen
- 1958 Casella II, Laurinkoster åt Yngve Cassel
- 1962 Clytie, koster ritad av Arvid Laurin

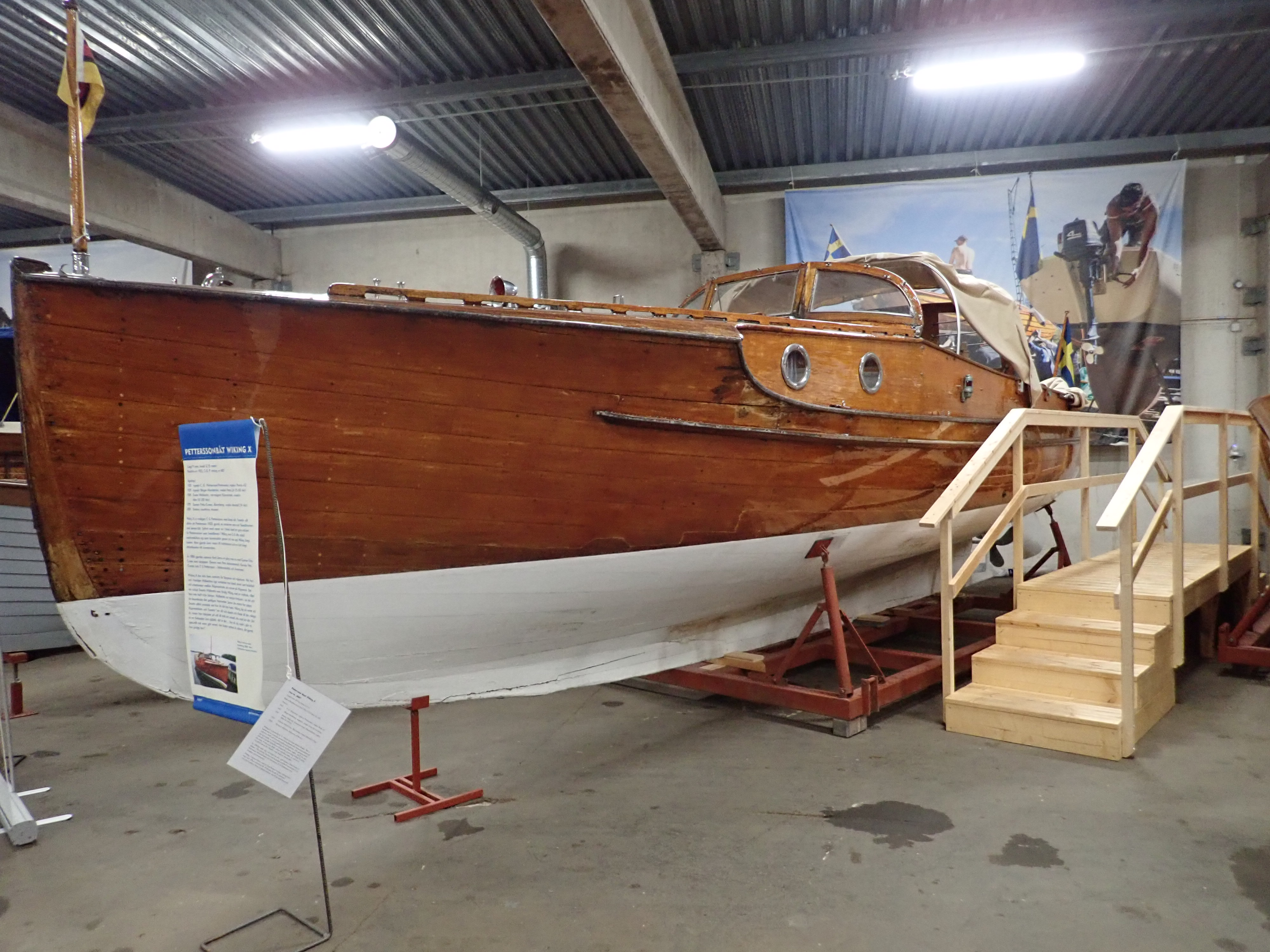
M/Y Wiking X, utställd på Sjöhistoriska museets båtmagasin på Rindö.
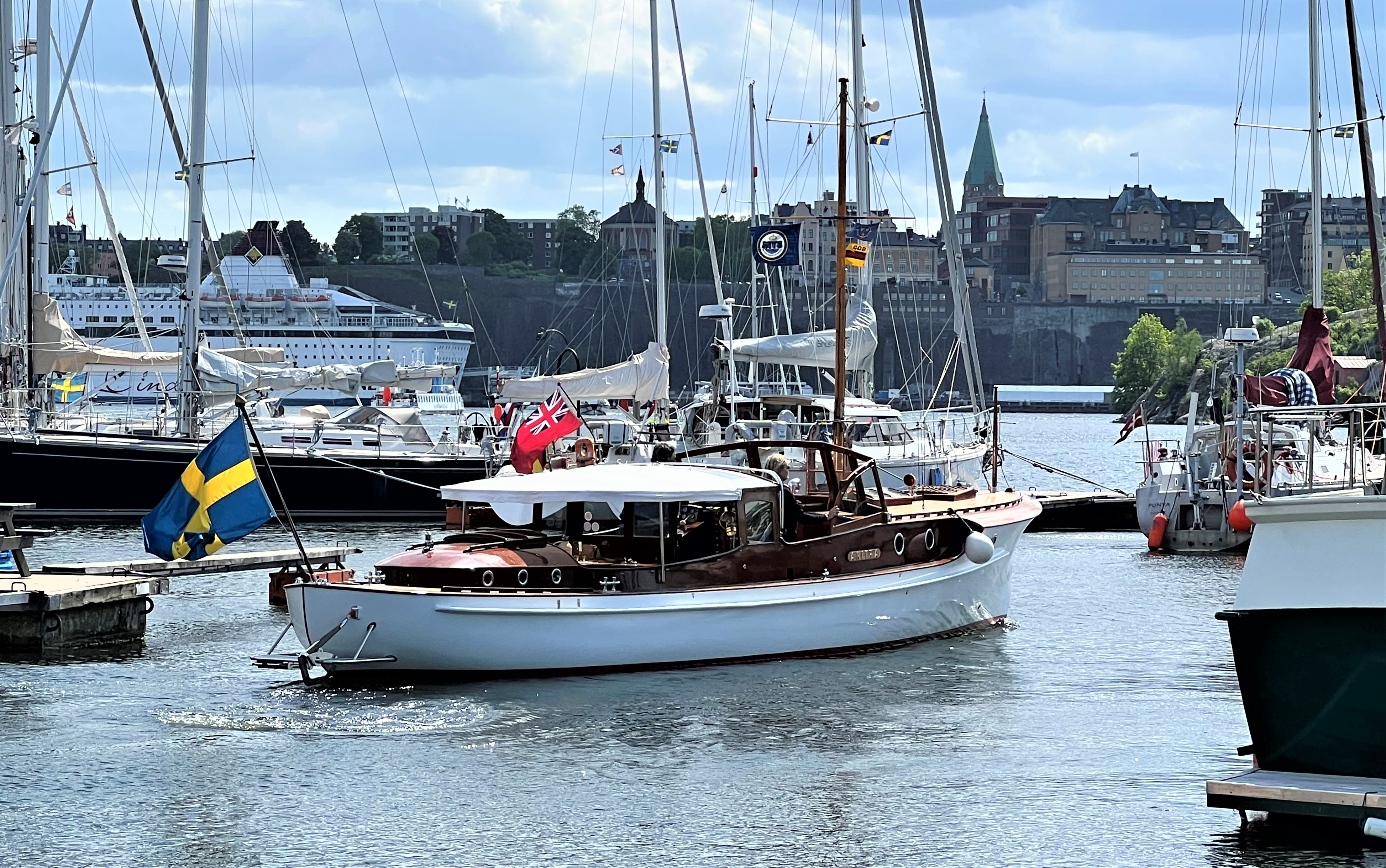
M/Y Anita i Wasahamnen i Stockholm.
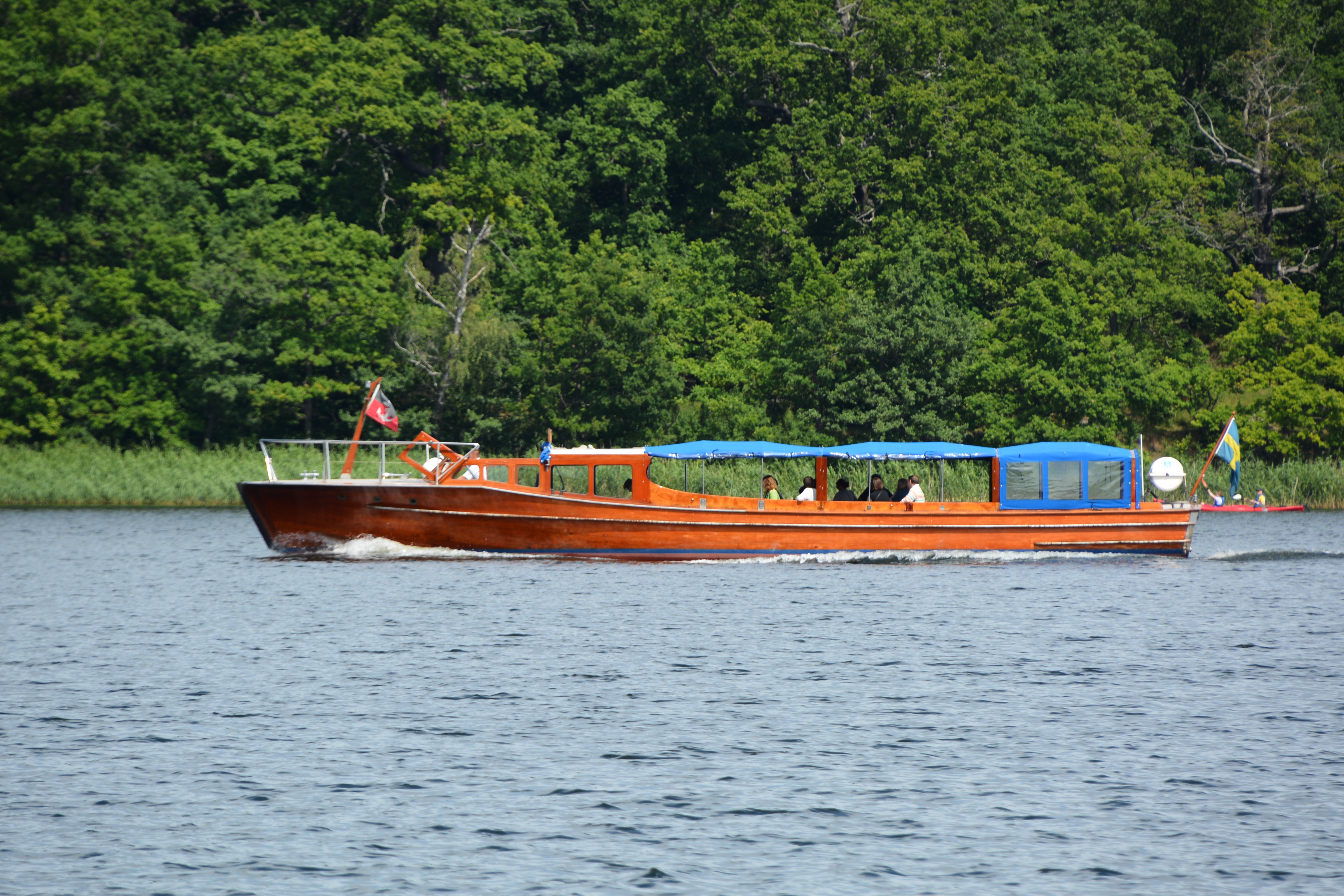
M/S Stegeholm på Brunnsviken i Stockholm.